# 쓰쓰이 사다쓰구

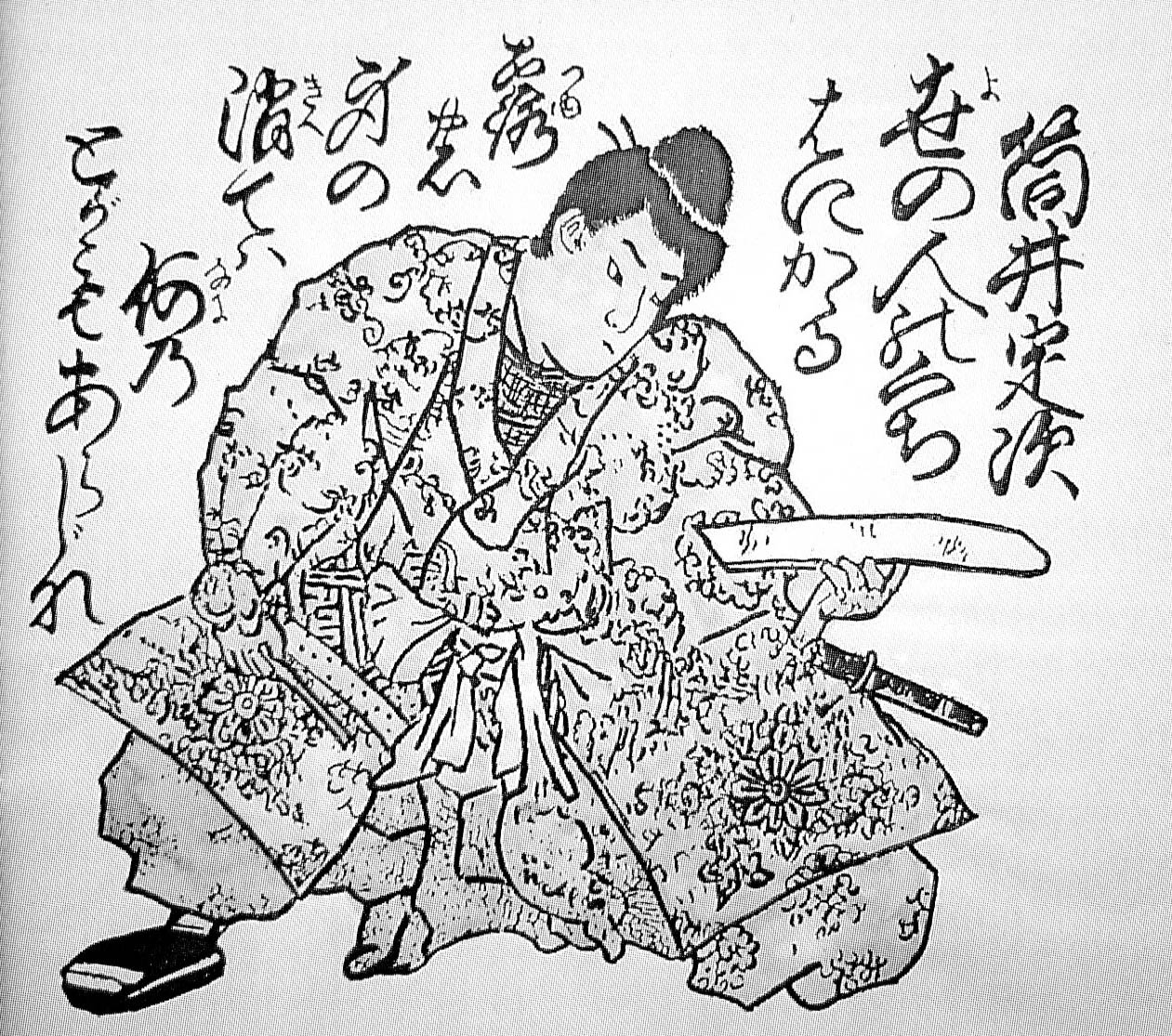
쓰쓰이 사다쓰구 초상화

쓰쓰이 사다쓰구(일본어: 筒井定次)는 아즈치모모야마 시대부터 에도 시대 전기의 무장·다이묘이다. 이가 우에노 번주이다.
| 전임 쓰쓰이 준케이 | 야마토 쓰쓰이 씨 종가 당주 1584년 ~ 1608년 | 후임 쓰쓰이 조케이 |

|  | 이가 우에노 번 번주 1585년 ~ 1608년 | 후임 오사카 겨울 전투에서 도요토미 씨의 내통을 의심 받고 할복. 단절에 따른 폐번 |